# Чарльз Бахман
Чарлз Вільям Бахман (англ. Charles William Bachman; нар. 11 грудня 1924, Мангеттен (Канзас), США — пом. 13 липня 2017) — американський вчений у галузі комп'ютерних наук, зокрема розробки баз даних. Лауреат премії Тюрінга, на чию честь названа нотація Бахмана в ER-моделі даних.

## Біографія
Чарльз Бахман став незвичайним лауреатом премії Тюрінга, оскільки протягом усієї кар'єри займався дослідженнями в приватних фірмах, а не при навчальних закладах. З 1950 року Бахман працював на велику хімічну компанію Dow Chemical, але в 1960 року переходить у General Electric і розробляє там Integrated Data Store, одну з перших СУБД у світі. Пізніше, працюючи в маленькій компанії Cullinet, він розробляє нову версію своєї СУБД під назвою IDMS, яка підтримує мейнфрейми IBM.
1983 року Чарльз Бахман відкрив фірму Bachman Information Systems, що спеціалізується на техніці під назвою Computer-aided software engineering та повертається до розробок.
Бахман, як один з основоположників мережевої моделі баз даних, знаменитий в тому числі гарячими суперечками з Едгаром Коддом, британським вченим у галузі теорії реляційних баз даних.

## Нагороди
- 1973 — Премія Тюрінга за «видатний внесок у розвиток технологій баз даних»
- 1977 — почесне членство (англ. distinguished fellow) в Британському комп'ютерному товаристві